# Bynkefugl
Bynkefugl (latin: Saxicola rubetra) er en 12 centimeter stor spurvefugl, der næsten kun yngler i Europa. I Danmark findes den i åbne områder med høje urter og buske, eksempelvis strandenge, moser, heder eller klitter. Den lever af insekter og andre smådyr som tages på jorden eller i luften. Det er en trækfugl, der overvintrer i tropisk Vestafrika.
Bynkefugl kendes blandt andet på at være forholdsvis korthalet og på en kraftig hvid øjenbrynsstribe og hvide felter på basis af halens sider. Hannen har i yngledragt mørkt hoved og orangebrunt bryst, mens hunnen er blegere farvet.
Arten er gået meget tilbage siden 1990'erne, men er stadig almindelig visse steder, især i den vestlige del af landet. I landede øst og nord for Danmark er bestandene af bynkefugl stabile.